# Grande-Terre

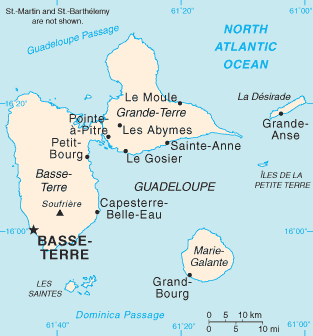
Grupo principal do arquipélago de Guadalupe

Grande-Terre é a segunda das duas maiores ilhas de Guadalupe. Está separada da sua irmã maior, Basse-Terre, por um estreito canal chamado Rivière Salée, que é transposto por duas pontes. É uma ilha calcária em que o centro é um planalto árido, com 588 km² de área.

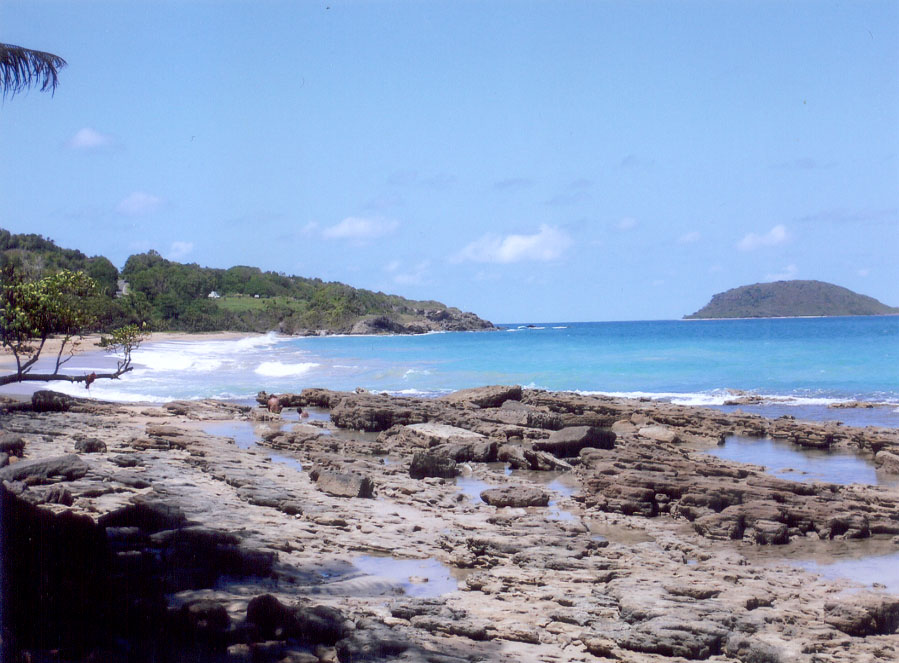
Uma das praias de Guadalupe

É no litoral sul desta ilha onde se situam as praias e hoteis que atraem o turismo a Guadalupe. A ilha tem igualmente a maior parte da terra utilizada para a agricultura do território.

## Liste de cidades de Grande-Terre
| Rak | Cidades              | Pop. (2006) | Superfície(km²) | Densidade |
| --- | -------------------- | ----------- | --------------- | --------- |
| 1   | Les Abymes - PTP     | 60 053      | 81,25           | 739       |
| 2   | Le Gosier - PTP      | 27 370      | 42,20           | 649       |
| 3   | Sainte-Anne          | 23 073      | 80,29           | 287       |
| 4   | Le Moule             | 21 027      | 82,84           | 254       |
| 5   | Pointe-à-Pitre - PTP | 17 541      | 2,66            | 6 594     |
| 6   | Morne-à-l'Eau        | 16 703      | 63,56           | 263       |
| 7   | Saint-François       | 13 424      | 59,82           | 224       |
| 8   | Petit-Canal          | 8 180       | 70,35           | 116       |
| 9   | Port-Louis           | 5 481       | 43,24           | 127       |
| 10  | Anse-Bertrand        | 4 751       | 60,47           | 79        |